# Pherusa arctica
Pherusa arctica är en ringmaskart som beskrevs av Carl Støp-Bowitz 1948. Pherusa arctica ingår i släktet Pherusa och familjen Flabelligeridae. Arten har ej påträffats i Sverige. Inga underarter finns listade i Catalogue of Life.